# Антипов, Максим Леонидович
Макси́м Леони́дович Анти́пов (род. 1970) — российский самбист, чемпион России и чемпион мира по боевому самбо, Заслуженный мастер спорта России, Заслуженный работник физической культуры Республики Карелия.

## Биография
Начал заниматься борьбой Максим в родном поселке Пиндуши у тренера Сергея Высоцкого, пpодолжил в Петpозаводске у  Ильи Шегельмана и добился под его надзором юношеских пpизов.
В 1991—1995 годах — преподаватель, тренер-преподаватель в школах Петрозаводска.
Окончил в 1997 году Карельский педагогический институт по специальности «физическая культура».
В 1994—2003 годах — член сборной команды России по борьбе самбо.
В 1995—2006 годах — тренер-преподаватель, заместитель директора Петрозаводской детско-юношеской спортивной школы единоборств № 5.
В 2006—2010 годах — председатель Государственного комитета Республики Карелия по физической культуре и спорту.
В 2010—2019 годах — заместитель Министра по делам молодёжи, физической культуре, спорту и туризму Республики Карелия.
В 2019—2020 годах — первый заместитель Министра спорта Республики Карелия.
С 29 апреля 2020 года — глава администрации Медвежьегорского района (временно исполнял обязанности главы с 31 марта 2020 года).
05 февраля 2025 года - осужден Медвежьегорским районным судом по "кастрюльной" статье (хищение щебня), а именно п. «е» ч.3 ст.286 УК РФ – превышение должностных полномочий, то есть совершение должностным лицом действий, явно выходящих за пределы его полномочий и повлекших существенное нарушение прав и законных интересов организации, охраняемых законом интересов общества и государства, из корыстной заинтересованности. 

## Спортивные достижения
- Мастер спорта России международного класса
- Мастер спорта России по дзюдо
- Победитель открытого Чемпионата Финляндии по дзюдо (1996)
- Чемпион мира среди студентов-самбистов на Всемирной Универсиаде
- Чемпион России по самбо (1998, 1999, 2003)
- Обладатель Кубка России (1998)
- Бронзовым призёром Кубка мира
- Серебряный призёр первенства мира по самбо (1998, 1999)
- Чемпион мира по самбо (2003)